# Miss Me Yet?
Miss Me Yet?  (deutsch: „Vermisst ihr mich schon?“) bezieht sich auf Plakatwände und eine politische Kampagne gegen US-Präsident Barack Obama, die seit dem Februar 2010 in den USA auftauchen. Dabei wurden Bilder des früheren US-Präsidenten George W. Bush mit dem Ausspruch "MISS ME YET?" versehen. Die ersten Plakatwände dieser Art wurden auf der Interstate 35 in der Nähe von Wyoming, Minnesota gesehen. Zudem verbreitete sich die Kampagne im Internet, wobei die Abbildungen der Plakatwände zunächst als Fälschungen verdächtigt wurden. Das Format der Plakatwand wurde in den USA auch für andere Werbethemen verwendet, so von CafePress, einem Online-Anbieter für Werbeartikel.
Interviewte Hörer aus Sendungen von Rush Limbaughs konservativem Talkradio machten die Wände bekannt. Die meisten Hinterleute der von der Agentur Schubert & Hoey Outdoor Advertising durchgeführten Aktion sind unbekannt, es handelt sich um mittelständische bzw. Kleinunternehmer aus Minnesota. Mike Rivard, einer der Geschäftsleute, bezeichnete die Aktion als gelungenen Witz.